# جون واين غلوفر
جون واين غلوفر (بالإنجليزية: John Wayne Glover)‏ هو مجرم وقاتل متسلسل أسترالي، ولد في 26 نوفمبر 1932 في ميدلاندز في المملكة المتحدة، وتوفي في 9 سبتمبر 2005 بسبب شنق.